# Better Than Chocolate
Better Than Chocolate ist eine kanadische Filmkomödie aus dem Jahr 1999. Die Regie führte Anne Wheeler, das Drehbuch schrieb Peggy Thompson. Die Hauptrollen spielten Wendy Crewson, Karyn Dwyer und Christina Cox.

## Handlung
Maggie findet in einer fremden Stadt einen Job in einer Buchhandlung. Da sie noch keine Wohnung hat, erlaubt ihr die Besitzerin Frances, zunächst dort zu übernachten. Maggie lernt die vagabundierende Künstlerin Kim kennen, die beiden werden ein Paar. Als überraschend Maggies Mutter Lila ihren Besuch ankündigt, muss Maggie schnellstmöglich eine Wohnung finden. Sie kann in eine zu einer Wohnung umgebaute Lagerhalle einziehen, da deren Besitzerin für ein halbes Jahr verreisen will. Kims Wohnwagen wird derweil aus einem Parkverbot abgeschleppt. Sie hat jedoch kein Geld, um den Wagen wieder auszulösen, daher zieht sie bei Maggie ein. Als Lila in die Stadt kommt, hat sie Maggies jüngeren Bruder mitgebracht und eröffnet ihr, dass sie sich von ihrem Mann scheiden lassen und übergangsweise bei Maggie leben will. Maggie verheimlicht ihre Beziehung zu Kim.
Lila freundet sich mit der transgeschlechtlichen Judy an, die in die Buchhändlerin Frances verliebt ist. Lila gibt ihr Ratschläge in Liebesangelegenheiten, denkt aber, Judy wäre in einen Mann verliebt. Durch die Freundschaft zu Lila bekommt Judy mehr Selbstvertrauen und kann sich sogar letztendlich von ihren Eltern lösen, die ihre Transgeschlechtlichkeit nicht akzeptieren. Am Ende des Films werden Frances und Judy ein Paar.
Als Lila eines Morgens Maggie und Kim im Bett entdeckt, versucht Kim ihr zu erklären, dass sie ein Paar sind und sich lieben. Maggie gibt jedoch nicht zu, dass sie Kim liebt. Kim verlässt gekränkt die Wohnung und will mit Maggie nichts mehr zu tun haben.
Aus Protest gegen die Zensur durch die Zollbehörden stellt sich Maggie eines Nachts nackt mit einem Transparent, mit dem sie sich als „perverse Lesbe“ outet, in das Schaufenster des Buchladens. Einige Rechtsextreme sehen Maggie, beschimpfen sie und bewerfen den Laden schließlich mit Brandsätzen. In einem benachbarten Café kommt es dadurch zu einer Gasexplosion, aber niemand wird ernsthaft verletzt. Als Lila zum Unglücksort kommt, erklärt sie ihrer Tochter, dass sie akzeptiert, wie sie ist. Auch Kim erfährt von dem Vorfall und kehrt zu Maggie zurück.

## Kritiken
James Berardinelli schrieb auf ReelViews, es gäbe eine große Anzahl Filme mit schwul-lesbischer Thematik. Ein solcher Film müsse bestimmte Qualitätsstandards erfüllen, um Aufmerksamkeit zu erregen, was im Fall dieses Films nicht der Fall wäre. Er kritisierte die „flachen“ und „nicht überzeugenden“ („flat and unconvincing“) Dialoge. Berardinelli lobte die „charismatischen“ Darstellungen von Karyn Dwyer und Christina Cox.
Oliver Baumgarten lobte auf www.schnitt.de die Leistungen von Peter Outerbridge und der Hauptdarsteller, die Kameraarbeit sowie die Beleuchtung. Er schrieb, der Film würde „bemerkenswerte Liberalität“ aufweisen.
Das Lexikon des internationalen Films meinte: „Eine stilsicher inszenierte, überzeugend gespielte Komödie mit unaufdringlichen Zwischentönen, die zwar gelegentlich allzu demonstrativ um Leichtigkeit und gute Laune bemüht ist, insgesamt aber auf sympathische Weise für Toleranz gegenüber anderen Lebens- und Liebesformen wirbt.“

## Auszeichnungen
Der Film gewann im Jahr 1999 den Publikumspreis des Toronto Inside Out Lesbian and Gay Film and Video Festivals. Er wurde 2000 für den GLAAD Media Award nominiert.

## Hintergründe
Die Dreharbeiten fanden in Vancouver statt. Der Filmtitel ist an den Song Ice Cream von Sarah McLachlan angelehnt. Hier heißt es in einer Textzeile: „Your love is better than chocolate. Better than anything else that I’ve tried“.